# Правило Оддо-Гаркінса
Правило Оддо-Гаркінса стверджує, що елемент з парним атомним номером є більш поширеним, ніж сусідні два елементи з непарними атомними номерами. Наприклад, вуглець з атомним номером 6 більш поширений, ніж бор (5) і азот (7). Цю закономірність першими відмітили Джузеппе Оддо у 1914 році та Вільям Дрейпер Гаркінс у 1917 році.

Поширеність елементів елементів у Сонячній системі

## Пояснення правила

Поширеність елементів у земній корі. Видно виконання правила Оддо-Гаркінса для більшості елементів.

Правило Оддо-Гаркінса можно якісно зрозуміти на основі оболонкової моделі ядра. У відповідності з принципом Паулі на кожній ядерній оболонці можуть розташовуватись до двох протонів (з протилежними спінами). Коли додається парний протон, він стає на напівзаповнену оболонку, виділяючи велику енергію зв'язку. Натомість наступний, непарний протон може стати лише на вищу оболонку, виділивши вже меншу енергію зв'язку. Ця різниця в енергіях зв'язку між парними й непарними ядрами відображається членом парності у формулі Вайцзекера.
Оскільки парні ядра мають більшу енергію зв'язку, вони легше утворюються і важче руйнуються в ядерних реакціях, ніж непарні ядра. В результаті процеси зоряного нуклеосинтезу збагачують Всесвіт парними елементами в більшій мірі, ніж непарними.

## Винятки з правила
Найпомітнішим винятком з правила Оддо-Гаркінса є водень, найпоширеніший елемент у Всесвіті з атомним номером 1. Він виник не в зоряному нуклеосинтезі, а в первинному нуклеосинтезі під час Великого вибуху. Тоді молодий Всесвіт розширювався й охолоджувався, і з первинної суміші елементарних частинок утворювалися атомні ядра. Цей процес був відносно коротким, і тільки менша частина водню встигла перетворитися на важчі ядра (переважно гелій). Ще менша частина водню була перетворена на важчі елементи пізніше, в ході зоряного нуклеосинтезу, а поширеність водню так і залишилась аномально високою в порівнянні з усіма іншими елементами.
Іншим винятком з правила Оддо-Гаркінса є берилій, який, незважаючи на парний атомний номер (4), зустрічається рідше, ніж сусідні елементи (літій і бор). Більша частина літію, берилію та бору у Всесвіті утворюється не звичайним зоряним нуклеосинтезом, а розщепленням космічними променями. Берилій має лише один стабільний ізотоп, через що він відстає за кількістю від своїх сусідів, кожен з яких має два стабільні ізотопи.